# Beaudument
Beaudument est une ancienne commune française, située dans le département des Alpes-de-Haute-Provence (anciennement Basses-Alpes) en région Provence-Alpes-Côte d'Azur.
La localité perd son statut de commune en 1909 et est rattachée à la commune de Sourribes.

## Histoire

### Antiquité
Des ruines romaines sont présentes à Beaudument. Plusieurs découvertes de monnaies romaines ont eu lieu sur la commune.

### Moyen Âge
La communauté médiévale de Beaudument est citée en 1040, quand Bérald fait don de son église à l'abbaye Saint-Victor de Marseille. Son château est cité par Gervais de Tilbury dans son livre Les Divertissements pour un empereur, qui fait référence à la pierre rouge merveilleuse qui y était conservé, capable de brûler et d'éclairer sans se consumer. Difficile à reconnaître, cette pierre rouge peut être identifiée à une escarboucle, ou encore à l'abseste (nom médiéval de l'amiante, courante dans la région), ou encore mieux au pseudo-abseste ou abseste ligniforme. Il est aussi possible que ce ne soit qu'une légende, fondée sur le blason de Saint-Victor de Marseille, qui est orné d'une escarboucle à huit rais. Le village, établi à l'actuel lieu-dit de Vière près du château, comptait 24 feux au dénombrement de 1315, mais était inhabitée en 1471. La communauté se reconstitue au XVIe siècle, l’habitat s’installant plus loin dans la vallée du Vançon. Le village et son église Saint-Jean-Baptiste sont abandonnés au cours du siècle suivant, l’habitat se déplaçant au hameau de Vigoureux, aussitôt doté d’une chapelle Saint-Pierre, qui devient l’église paroissiale. En 1765, Beaudument avait 68 habitants.

### Période contemporaine
Le coup d'État du 2 décembre 1851 commis par Louis-Napoléon Bonaparte contre la Deuxième République provoque un soulèvement armé dans les Basses-Alpes, en défense de la Constitution. Après l’échec de l’insurrection, une sévère répression poursuit ceux qui se sont levés pour défendre la République : un habitant de Beaudument, est traduit devant la commission mixte.
Comme de nombreuses communes du département, Beaudument est dotée d’une école bien avant les lois Jules Ferry : en 1863, une école dispense une instruction primaire aux garçons. Aucune instruction n’est donnée aux filles : la loi Falloux (1851), qui impose l’ouverture d’une école de filles qu’aux communes de plus de 800 habitants, et la première loi Duruy (1867), qui abaisse ce seuil à 500 habitants, ne la concernent pas,.
La commune de Beaudument est rattachée à Sourribes en 1909, alors qu’elle était trois fois plus grande mais en voie d’être désertée (1 528 hectares contre 446). L'exode rural, le très faible rendement des champs et l'éloignement des voies principales de communication ont eu raison de la communauté. En 1909, l'ancien maire Hubert ANDRÉ est nommé président de la commission municipale pour gérer le territoire de Beaudument pendant la finalisation de la fusion avec la commune de Sourribes.

## Administration
| Période                                  | Période | Identité                   | Étiquette | Qualité     |
| ---------------------------------------- | ------- | -------------------------- | --------- | ----------- |
| Les données manquantes sont à compléter. |         |                            |           |             |
| 1831                                     | 1836    | Pierre « Mathieu » Dellaye |           |             |
| 1836                                     |         | Louis Touche               |           | Cultivateur |
| 1840                                     | 1846    | Jean « André » Dellaye     |           | Cultivateur |
|                                          |         | Honoré Esclangon           |           |             |
|                                          |         | Dellaye                    |           |             |
|                                          |         | Richaud                    |           |             |
| 1871                                     | 1884    | Joseph Placide Esclangon   |           | Cultivateur |
| 1884                                     | 1888    | Henri « Rémi » Baille      |           | Cultivateur |
| 1888                                     | 1892    | Louis Giraud               |           | Cultivateur |
| 1892                                     | 1900    | Hubert André               |           | Cultivateur |
| 1900                                     | 1904    | Baille                     |           |             |
| 1904                                     | 1906    | Pause                      |           |             |
| 1906                                     | 1909    | Hubert André               |           | Cultivateur |
| 1909                                     | 1910    | Hubert André               |           | Cultivateur |

## Démographie
L’histoire démographique de Beaudument est marquée par la saignée opérée par la crise des XIVe et XVe siècles, due à la peste noire et à la guerre de Cent Ans.
Beaudument connaît au XIXe siècle une période d’« étale » où la population reste relativement stable à un niveau élevé, à peu près contemporaine de celle de Sourribes : de 1806 à 1856. L’exode rural provoque ensuite le même mouvement de recul démographique qu’à Sourribes, mais il est sensiblement plus rapide à Beaudument : dès 1891, la commune a perdu plus de la moitié de sa population par rapport au maximum historique de 1841. Le mouvement de baisse réduisant trop fortement la taille de la communauté, Beaudument est rattachée à Sourribes en 1909.
| 1315    | 1471     | 1765 | 1793 | 1800 | 1806 |
| ------- | -------- | ---- | ---- | ---- | ---- |
| 24 feux | inhabité | 68   | 90   | 93   | 108  |

| 1821 | 1831 | 1836 | 1841 | 1846 | 1851 |
| ---- | ---- | ---- | ---- | ---- | ---- |
| 117  | 123  | 122  | 125  | 114  | 101  |

| 1856 | 1861 | 1866 | 1872 | 1876 | 1881 |
| ---- | ---- | ---- | ---- | ---- | ---- |
| 109  | 102  | 86   | 70   | 72   | 74   |

| 1886 | 1891 | 1896 | 1901 | 1906 | - |
| ---- | ---- | ---- | ---- | ---- | - |
| 64   | 55   | 55   | 34   | 21   | - |

Histogramme

(élaboration graphique par Wikipédia)